# 1216
[[Категорија: 1216
.| ]]
Година 1216 (MCCXVI) била је преступна година која је почела у петак.

## Догађаји

### Април
- 10. април — Стефан Немањић је на граници код Равног (данашње Ћуприје) угостио дванаест дана угарског краља Андрију.
- 21−22. април — Липицка битка.

### Јун
- 11. јун — На путу из Србије према Солуну умро је латински цар Хенрик Фландријски и моћ Латинског царства почиње да опада. Крунисан је Петар Куртнејски, Хенриков зет, али су га у једном кланцу у Албанији заробили Епирци који су га касније и убили. Власт у Цариграду је преузела његова жена Јоланда.

### Октобар
- 19. октобар — Енглески краљ Јован без Земље умире; наслеђује га деветогодишњи син Хенри III.

### Непознат датум
- Википедија:Непознат датум — Умро је папа Иноћентије III. Наследио га је Ценцио Савели под именом папа Хонорије III.
- Википедија:Непознат датум — У Шведској је Ерика X наследио Јуан I, син Сверкера II.
- Википедија:Непознат датум — У Нишу су се састали цар Хенрик и угарски краљ Андрија и спремали су поход на Србију.
- Википедија:Непознат датум — Стефан Немањић запоседа све кланце око Ниша и грделичке и сићевачке, да спречи Латинима повратак и натера Хенрика на попуштање.

## Смрти

### Април
- 10. април — Ерик X Шведски, швески краљ

### Јун
- 11. јун — Хенрик Фландријски, латинцки цар

### Јул
- 16. јул — Папа Иноћентије III

### Август
- 18. октобар — Јован без Земље, енглески краљ (*1166)